# Wolf WR7
La Wolf WR7 fu una vettura di Formula 1 che corse nella stagione 1979. Spinta da un tradizionale motore Ford Cosworth DFV fu concepita da Harvey Postlethwaite, precedentemente responsabile della Hesketh 308 con la quale James Hunt vinse la prima gara della sua carriera in Formula 1. 
Proprio Hunt utilizzò all'inizio di quel campionato la WR7, prima di abbandonare il Circus dopo il Gran Premio di Monaco. Venne rimpiazzato da un futuro campione del mondo, Keke Rosberg, senza però conquistare punti. La vettura venne poi evoluta in altri tre modelli WR8, WR9, WR 8/9 senza però ottenere risultati nel mondiale.
Al termine della stagione la scuderia chiuse i battenti e la vettura, con le sue varie versioni, venne riutilizzata di fatto dalla Scuderia Fittipaldi con il nome di F7 nella stagione 1980.